# Monascus typicus
Monascus typicus är en plattmaskart. Monascus typicus ingår i släktet Monascus och familjen Monascidae. Inga underarter finns listade i Catalogue of Life.